# Le Shérif de fer
Pour plus de détails, voir Fiche technique et Distribution.
Le Shérif de fer (The Iron Sheriff) est un film américain réalisé par Sidney Salkow, sorti en 1957.

## Fiche technique
- Titre original : The Iron Sheriff
- Titre français : Le Shérif de fer
- Réalisation : Sidney Salkow
- Scénario : Seeleg Lester
- Montage : Grant Whytock
- Pays d'origine : États-Unis
- Format : Noir et blanc - 1,37:1 - Mono
- Genre : western
- Date de sortie : 1957

## Distribution
- Sterling Hayden : Shérif Samuel 'Sam' Galt
- Constance Ford : Claire
- John Dehner : Roger Pollack
- Kent Taylor : Phil Quincy
- Darryl Hickman : Benjamin 'Benjie' Galt
- Walter Sande : Marshal Ellison
- Frank Ferguson : District Attorney Holloway
- King Donovan : Leveret
- Mort Mills : Range Détective Sutherland
- Will Wright : Juge
- Ray Walker : Bilson
- Kathleen Nolan : Kathi Walden

Acteurs non crédités
- Marjorie Bennett : Nettie Holcomb
- Paul Brinegar : le marchand d'armes
- Byron Foulger : Jed
- Jack Perrin : client du bar
- Buddy Roosevelt : client du bar